# 琼丘农县

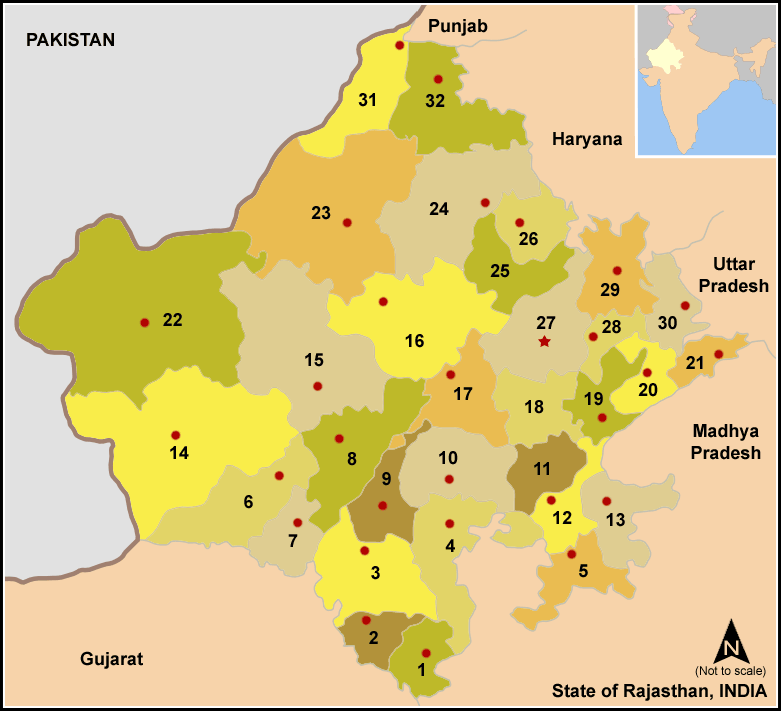
琼丘农县在拉贾斯坦邦的位置，为图中的26号

琼丘农县，或译琼丘努县，是印度的一個縣，位於該國西北部，由拉賈斯坦邦負責管轄，面積5,926平方公里，識字率為74.72%，2011年人口2,139,658，人口密度每平方公里361人。

## 外部連結
- Jhunjhunu information （页面存档备份，存于）
- 官方网站